# Galó (llengua)

Distribució geogràfica del galó i el bretó a la Bretanya

El galó és una de les llengües pròpies de la Bretanya, juntament amb el bretó. És una llengua romànica, més concretament una de les llengües d'oïl (en canvi, el bretó és una llengua cèltica). És similar al normand, però amb més influències celtes i bretones. Actualment, és en franca reculada davant el francès normatiu, ja que, a diferència del való, té molt poca literatura escrita, malgrat que fou llengua de cort dels ducs de Bretanya fins a la seva incorporació a França. Aquesta llengua és poc coneguda, ja que ha estat poc estudiada, llevat de les investigacions de Paul Sébillot. No s'usa tampoc en els mitjans de comunicació, encara que darrerament hi ha alguns intents de fer-la reviure, entre els quals destaca la tasca dels grups Les Amis du Parler Gallo, una associació fundada el 1976 i més endavant esdevinguda Bertaèyn Galeizz, i Maézoe, fundat el 1978.
El vocabulari del galó, tot i les influències del bretó, és majoritàriament d'origen llatí.
Es parla des d'antic a la part oriental de la Bretanya (l'Alta Bretanya). Entre les formes dialectals, destaca el mitaw, variant parlada entre el Loira i el Vilaine (la part oriental), entre Nantes, Rennes, Châteaubriant i Redon.
L'any 2018 catorze escoles ensenyaven quinze minuts de galó cada dia.

## Classificació
El galó forma part de la família de les llengües d'oïl, branca de les llengües romàniques que comprèn també el francès, el picard, el poiteví-saintongès, etc.

## Repartició geogràfica de les variants del galó

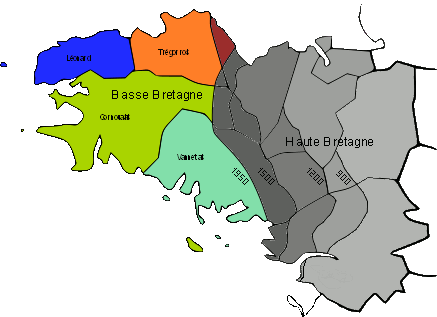
En gris la regió lingüística galó de la Bretanya actual

El límit lingüístic actual, definit el 1980, part de Plouha (Plóha), a Côtes-d'Armor, al sud de Paimpol (Penpol), passa par Châtelaudren (Le Chastèu), Corlay (Corlaè), Loudéac (Lódeiac), Pontivy (Pondivi), Locminé (Lominoec), Gwened (Vann) i finalitza gairebé a l'illa del Rhuys, a Ar Mor-Bihan.
- Galó occidental (país de Saint-Brieuc, Mené, Poudouvre et Porhoet —zona de transició amb el país de Rennes—), caracteritzat per la influència cèltica
- Galó de Rennes (regió de Rennes, sud-Avranchin, oest-Mayenne)
- Galó de Nantes (país de Nantes), matisat amb expressions d'origen angeví
- Galó de la badia del mont-Saint-Michel (país d'Aleth, Avranchin del sud-Sélune), caracteritzat per la influència normanda
- Galó brieró i del Mitao
- Galó del sud-Loira (país de Retz, Loroux i Clissonais, Marais bretó), caracteritzat per la influència peitavina
- Galó del país de Redon
- Mayennais

## Escriptura
El galó sovint té diverses maneres d'escriure un topònim, car aquesta llengua encara no s'ha estandarditzat.
Un lingüista bretó Alan-Joseph Raude, de l'illa de Groix, és l'inventor poliglot de l'ELG (Escrirr Le Galo). Després de sòlids estudis en lingüística, ha estudiat i analitzat la coherència gràfica de la llengua. Actualment, prepara un diccionari trilingüe galó-bretó-francès de com a mínim 6.000 entrades, amb la finalitat de refermar la presència del galó a la Bretanya.

## Lèxic comparatiu

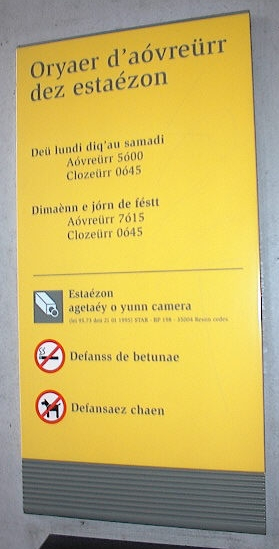
Un cartell en galó al metro de Rennes

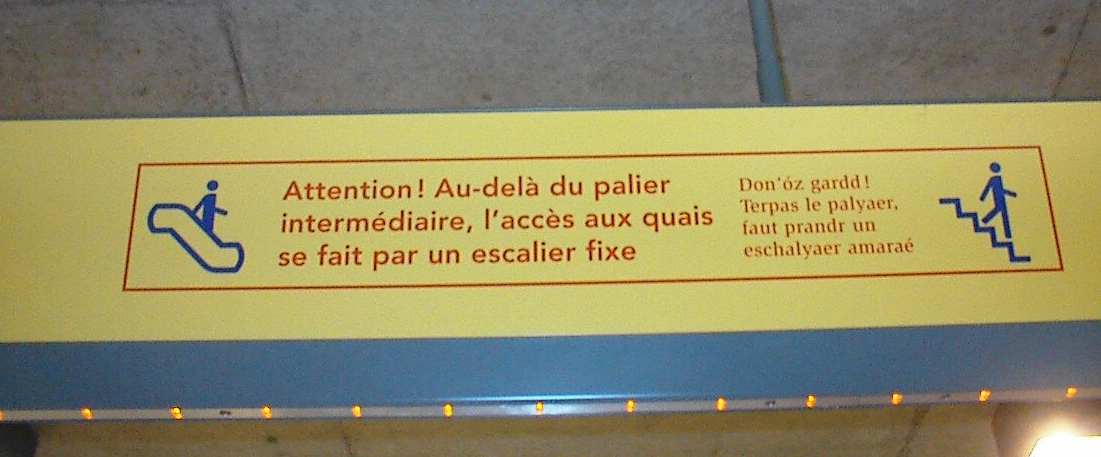
Text en francès i galó en el transport públic

| català         | bretó             | galó         | francés                    |
| -------------- | ----------------- | ------------ | -------------------------- |
| abella         | gwenanenn         | avètt        | abeille                    |
| boca           | genou             | góll         | bouche ("musell": gueule)  |
| cabra          | gavr              | biq          | chèvre (popular: bique)    |
| cadira         | kador             | chaérr       | chaise                     |
| casa           | ti                | ostèu        | maison (també: hôtel)      |
| caure          | kouezhañ          | cheir        | tomber, choir              |
| escola         | skol              | escoll       | école                      |
| esquirol       | kazh-koad         | chat-de-boéz | écureuil                   |
| estel          | steredenn         | esteill      | étoile                     |
| formatge       | formaj            | fórmaij      | fromage                    |
| fumar          | butunat           | betunae      | fumer (fr. antic: pétuner) |
| horari         | taolenn an eurioù | oryaer       | horaire                    |
| avui/hui       | hiziv             | anoet        | aujourd'hui                |
| llavi          | gweuz             | lip          | lèvre                      |
| número/nombre  | niver             | limerot      | numéro                     |
| pera           | perenn            | peirr        | poire                      |
| sortida/eixida | er maez           | desort       | sortie                     |
| xiular         | c'hwibanañ        | sublae       | siffler                    |

## Exemples
Dan qi qe tu sonj? - En qui penses?
Je sae d'agrae d'o tei- Estic d'acord amb tu
D'eyó qe t'es nasqi? - On has nascut?
Pari qe n-i arae la presse çaez yèll ad'saïr? - Oi que hi haurà molta gent a casa seva al vespre?
Je sae periae a la pilleriy de pllase - Estic convidat a la festa
Al cauzz cazimant terjórn an galo do son paèrr, maen cazimant jamaen do sa maèrr -Ella parla gairebé sempre en galó amb el seu pare, però gairebé mai amb la seva mare

## Artistes
Ôbrée Alie

## Moviment associatiu
- 1976: Les Amis du Parler Gallo (després Bertaèyn Galeizz)
- 1978: Maézoe
- 1980: Association des Enseignants de Gallo
- 2003: A-demórr
- 2004: Lez emóleriy au sórgarr

L'any 2018, catorze escoles bretones, feien 15 minuts de galó cada dia.